# East Sussex
East Sussex [ˌiːstˈsʌsɪks] ist eine Grafschaft im Südosten Englands. Sie grenzt an Kent, Surrey, West Sussex und im Süden an den Ärmelkanal. Der Verwaltungssitz der Grafschaft befindet sich in der Stadt Lewes.
Die Grafschaft Sussex war seit dem Jahr 1888 in zwei Verwaltungsgebiete mit eigenen Hauptorten unterteilt. Gleichwohl blieb Sussex bis 1974 eine eigenständige Grafschaft. Dann wurde sie in die neuen Grafschaften East Sussex und West Sussex aufgeteilt. Im Jahr 1997 wurde Brighton and Hove zu einem selbstständigen Stadtkreis (Unitary Authority).

## Geschichte
Eines der wichtigsten Ereignisse Englands fand auf dem Gebiet von East Sussex statt. Hier fand am 14. Oktober 1066 die Schlacht bei Hastings statt. Die heute teilweise zerstörte ehemalige Klosteranlage Battle Abbey in der Kleinstadt Battle wurde auf Anordnung von Wilhelm dem Eroberer (1027/28–1087) an der Stelle errichtet, um an die Landsleute zu erinnern, die in der Schlacht ihr Leben verloren hatten.

## Städte und Orte
- Alfriston
- Battle, Bexhill-on-Sea, Birling Gap, Blackboys, Bodiam, Brighton, Burwash
- Chalvington, Crowborough
- Ditchling
- East Dean, East Hoalthy, Eastbourne, Etchingham, Exceat
- Falmer, Frant, Friston
- Glynde, Groombridge
- Hailsham, Hartfield, Hastings, Heathfield, Herstmonceux, Hurst Green
- Lewes
- Mayfield
- Newhaven, Newick, Northiam
- Peacehaven, Pevensey, Polegate, Portslade
- Robertsbridge, Rye
- Seaford
- Ticehurst
- Uckfield
- Wadhurst, Willingdon, Winchelsea

## Sehenswürdigkeiten
- Anne of Cleves House, Lewes
- Ashdown Forest
- Bateman’s
- Battle Abbey
- Beachy Head
- Bluebell Railway
- Bodiam Castle
- Brighton Marina
- Brighton Palace Pier
- British Airways i360

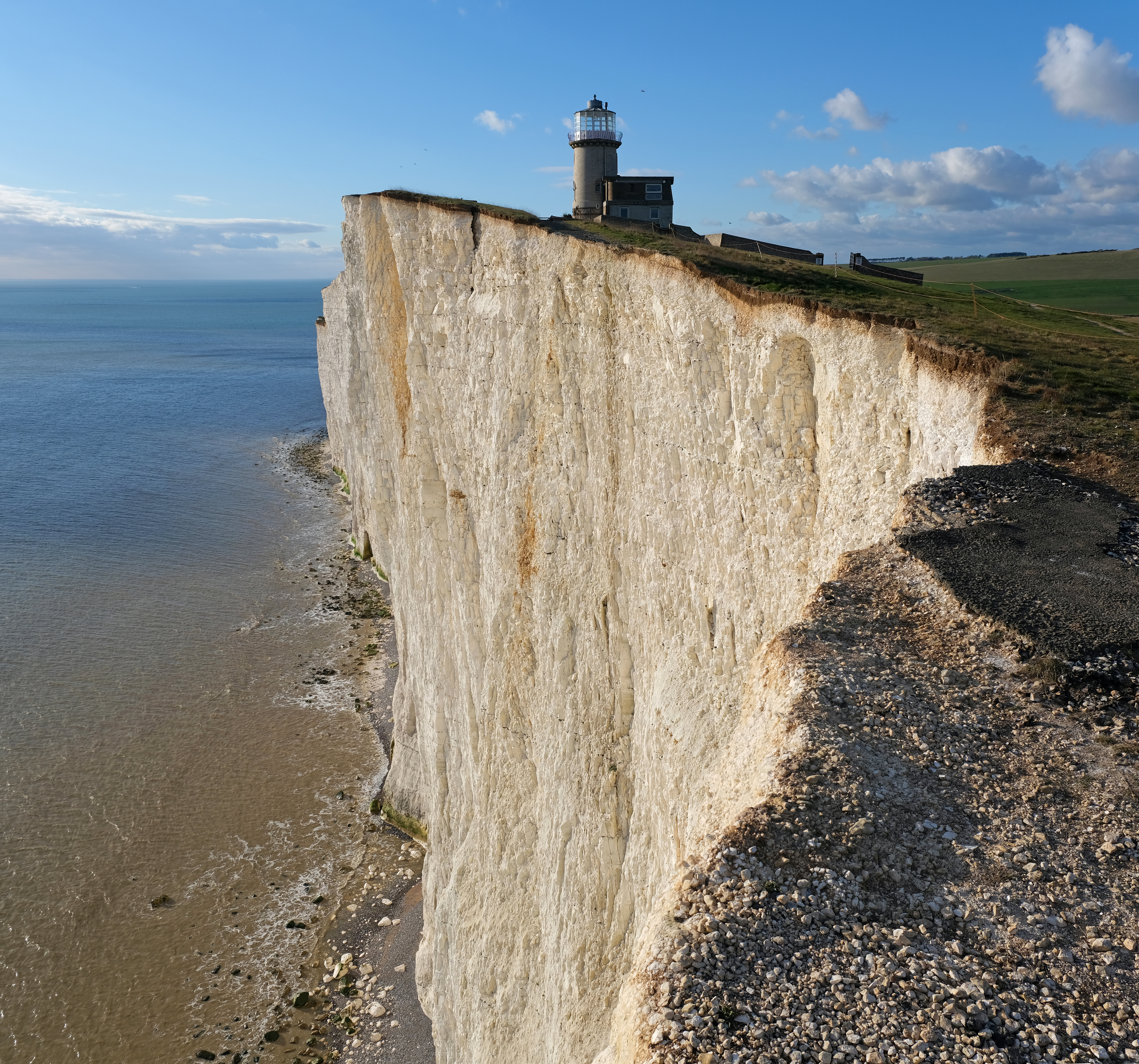
Beachy Head mit Leuchtturm

- Bull House, war ein Krämerladen von Thomas Paine in Lewes
- Camber Castle
- Camber Sands
- Coast Guard Cottages
- Cuckmere Haven
- Cuckmere River
- Firle Beacon
- Fuller's Tower
- Great Dixter
- Glyndebourne Festival Opera
- Hammerwood Park
- Hastings Castle
- Herstmonceux Castle
- Lavender Line Steam Railway
- Lewes Castle
- Lewes Priory
- Long Man of Wilmington
- Michelham Priory
- Monk’s House
- Observatory Science Centre, Herstmonceux
- Pashley Manor Gardens
- Pevensey Castle
- Royal Pavillon
- Rye Castle
- Seven Sisters
- Sheffield Park
- South Downs
- South-Downs-Nationalpark
- South Downs Way
- St. Andrew's Church, Alfriston
- The Lanes, Brighton
- West Pier

## Einrichtungen
East Sussex Fire Brigade
Die Fire Brigade East Sussex ist eine Feuerwehrorganisation, die für den Brandschutz und die allgemeine Hilfe in ihrer Grafschaft sorgt. Sie entstand im Jahr 1974 aus den früheren Brigaden Brighton, Hastings, Eastbourne und East Sussex. Die Fire Brigade hat neben ihrem Hauptsitz in Lewes zwei Divisions-Sitze in Brighton und Eastbourne, sechs Shift Stations, sechs Day-Manned
Stations und zwölf Retained Stations. Das Personal der East Sussex Fire Brigade setzt sich aus haupt- und nebenberuflichen Firefighters, Hauptamtlichen im Kontroll- und Funkzentrum und der Administration in Lewes sowie weiteren nicht uniformierten Kräften zusammen.

## Kulinarische Spezialitäten
- Banoffee Pie
- Brighton Blue, Blauschimmelkäse
- Brighton Rock (Konfekt)
- Sussex Pond Pudding

## Sonstiges
- In den Orten Stanmer und Peacehaven wurden einige Szenen von Mr. Bean gedreht.